# Puntius chelynoides
Puntius chelynoides är en fiskart som först beskrevs av Mcclelland, 1839.  Puntius chelynoides ingår i släktet Puntius och familjen karpfiskar. IUCN kategoriserar arten globalt som sårbar. Inga underarter finns listade i Catalogue of Life.